# Leevi Madetoja
Leevi Antti Madetoja (/ˈmɑdet.ˈojɑ/; Oulu, 17 febbraio 1887 – Helsinki, 6 ottobre 1947) è stato un compositore finlandese.

## Biografia
Nato a Oulu, era il figlio di Antti Madetoja e Anna Hyttinen. Suo padre emigrò negli Stati Uniti per procurarsi denaro per la famiglia, ma morì di tubercolosi sulle rive del fiume Mississippi, senza aver mai visto suo figlio.
Madetoja studiò musica a Helsinki (1906–1910), Parigi (1910–1911), Vienna e Berlino (1911–1912). Nel 1913, sposò la scrittrice Hilja Onerva Lehtinen (1882–1972), che pubblicava sotto lo pseudonimo di L. Onerva.
La sua musica è stata fortemente influenzata dalla musica tradizionale della sua regione d'origine, l'Ostrobotnia. Le sue tre sinfonie si basano sull'eredità lasciata dal romanticismo russo e siberiano, la limpidezza gallica ed il folclore popolare.
La cupa Sinfonia nº 2 venne scritta durante la guerra civile e potrebbe essere definita come una sinfonia di guerra. Un'altra opera scritta nello stesso anno è l'elegante pezzo per pianoforte Kuoleman Puutarha (Giardino della Morte), dedicata a suo fratello, che perì durante la guerra.
Le sue opere migliori sono considerate l'opera Gli Ostrobotniani, la Terza Sinfonia, l'Overture Commedia, il balletto Okon Fuoko, e le canzoni per coro maschile.
La sua ispirazione si prosciugò lentamente, anche se si dice che uno spartito completo di una quarta sinfonia sia andato perduto quando la sua borsa venne rubata in una stazione ferroviaria di Parigi nel 1938.
Mentre stava componendo un concerto per violino, morì all'età di 60 anni, a causa della stanchezza, dello stress e di malattie cardiache.

## Opere
- Op. 4 - Suite sinfonica (1909-10)

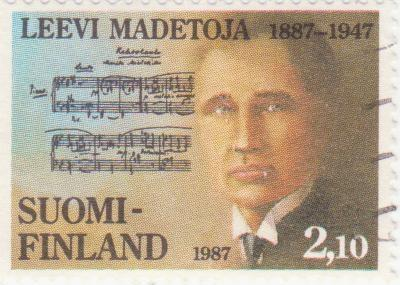
Francobollo finlandese in occasione del 100º anniversario della nascita di Madetoja

- Op. 5 - Suite di musiche di per scena del gioco Scacchi (1910)
- Op. 6 - Alcibiade, musica incidentale (1910)
- Op. 7 - Concerto Overture (1911)
- Op. 8 - Nove canzoni per coro voce maschile (1908-1914)
- Op. 11 - Vision Dance (originariamente intitolato Öinen karkelokuva [trambusti notturni]) (1911)
- Op. 13 - Sei canzoni per coro misto (1910)
- Op. 15 - Kullervo, poema sinfonico (1913)
- Op. 18 - Sonatina per violino e pianoforte op. 18 (1913)
- Op. 23 - Nove canzoni per coro voce maschile (1912-1916)
- Op. 29 - Sinfonia nº 1 (1914-1916)
- Op. 33 - Otto canzoni per coro voce maschile (1916-1919)
- Op. 34 - Suite Pastorale (1916)
- Op. 35 - Sinfonia nº 2 (1916-1918)
- Op. 37 - Aslak Smaukka, poema sinfonico (1917)
- Op. 39 - Cinque canzoni per coro voce maschile (1919-1921)
- Op. 41 - Kuoleman puutarha (Il giardino della morte), suite per pianoforte (1918-21)
- Op. 44 - Quattro canzoni (1919)
- Op. 45 - Gli Ostrobotniani, opera in tre atti (1918-1923)
- Op. 46 - Väinämöinen semina il deserto, poema sinfonico (1920)
- Op. 49 - Cinque canzoni (1920)
- Op. 51 - Suite lirica per violoncello e pianoforte (1922)
- Op. 52 - Suite Ostrobotniana (1923)
- Op. 53 - Overture Commedia (1923)
- Op. 55 - Sinfonia nº 3 in la maggiore (1922-1926)
- Op. 56 - De profundis per coro voce maschile (1925)
- Op. 58 - Okon Fuoko, balletto in atto unico (1925-27)
- Op. 67 - Tre pezzi per settetto di ottoni (1929)
- Op. 68 - Autunno, ciclo di canzoni su poesie di L. Oneva (1930)
- Op. 69 - Fantasia Overture per ottoni (1930)
- Op. 74 - Juha, opera in sei tavole (1934)
- Op. 77 - Scena rustica: Suite dalla colonna sonora del film "Taistelu Heikkilän talosta" ("La lotta per la Homestead") (1936)
- Op. 78 - Una corona di canzoni, cantata (1938)
- Op. 81 - Sette canti corali (1945-46)
- Op. 82 - Due canzoni per coro misto (1946)

## Nella cultura di massa
Un estratto del terzo e quarto movimento della Sinfonia nº 3 di Madetoja si può ascoltare nel film finlandese L'uomo senza passato.

## Fonti
- (EN)  Curriculum vitae e lista delle opere[collegamento interrotto] a cura del Finnish Music Information Centre
- (EN)  Breve biografia a cura dell'editore Fennica Gehrman
- (EN)  Lappalainen, Seija & Salmenhaara, Erkki: "The Works of Leevi Madetoja" Suomen Saveltajat ry 1987